# トリニダード・トバゴ時間
トリニダード・トバゴでは現在、大西洋標準時（AST、UTC-4）が標準時として採用されている。夏時間は実施されていない。

## IANAのTime Zone Database
IANAのTime Zone Databaseには、トリニダード・トバゴの標準時が1つ含まれている。
| 国コード | 座標        | 時間帯ID              | 注釈 | 協定世界時との差 | 夏時間 | 備考 |
| -------- | ----------- | --------------------- | ---- | ---------------- | ------ | ---- |
| TT       | +1039−06131 | America/Port_of_Spain |      | −04:00           | −04:00 |      |